# Пауль Мандельштам
Па́уль Мандельшта́м (при народженні Файвуш Гиршевич Мандельштам, латис. Pauls Mandelštams; 5 (19) вересня 1872, Жагори, Ковенська губернія — 1941, Рига) — німецько-латвійський цивільний інженер і архітектор єврейського походження.

## Біографія
Народився у 1872 році у містечку Жагори Шавельського повіту Ковенської губернії (нині Жагаре у Йонішкіському районі Литви).
Навчався у німецькій гімназії у Ризі. По закінченні вступив у Ризьке політехнічне училище (з 1896 року — політехнічний інститут) і навчався на механічному (1891—1892) і архітектурному (1892—1898) відділеннях. Брав участь у проектуванні ризького електричного трамваю (1901—1902). Керував будівництвом ризького водогону (1903—1904). За  його проектами у Ризі збудовано понад 70 житлових та суспільних будівель у різних архітектурних стилях, сплановано новий єврейський міський цвинтар «Шмерли».
Загинув разом із дружиною Софією Борисівною (Бенцелівною) Мандельштам (народженою Брауде, 1881—1941) й синами Євгеном (1909—1941) і Віктором-Максиміліаном (1907—1941) у 1941 році, під час німецької окупації, у Ризькому гетто.

## Основні роботи

Житловий будинок на вулиці Калею, 23

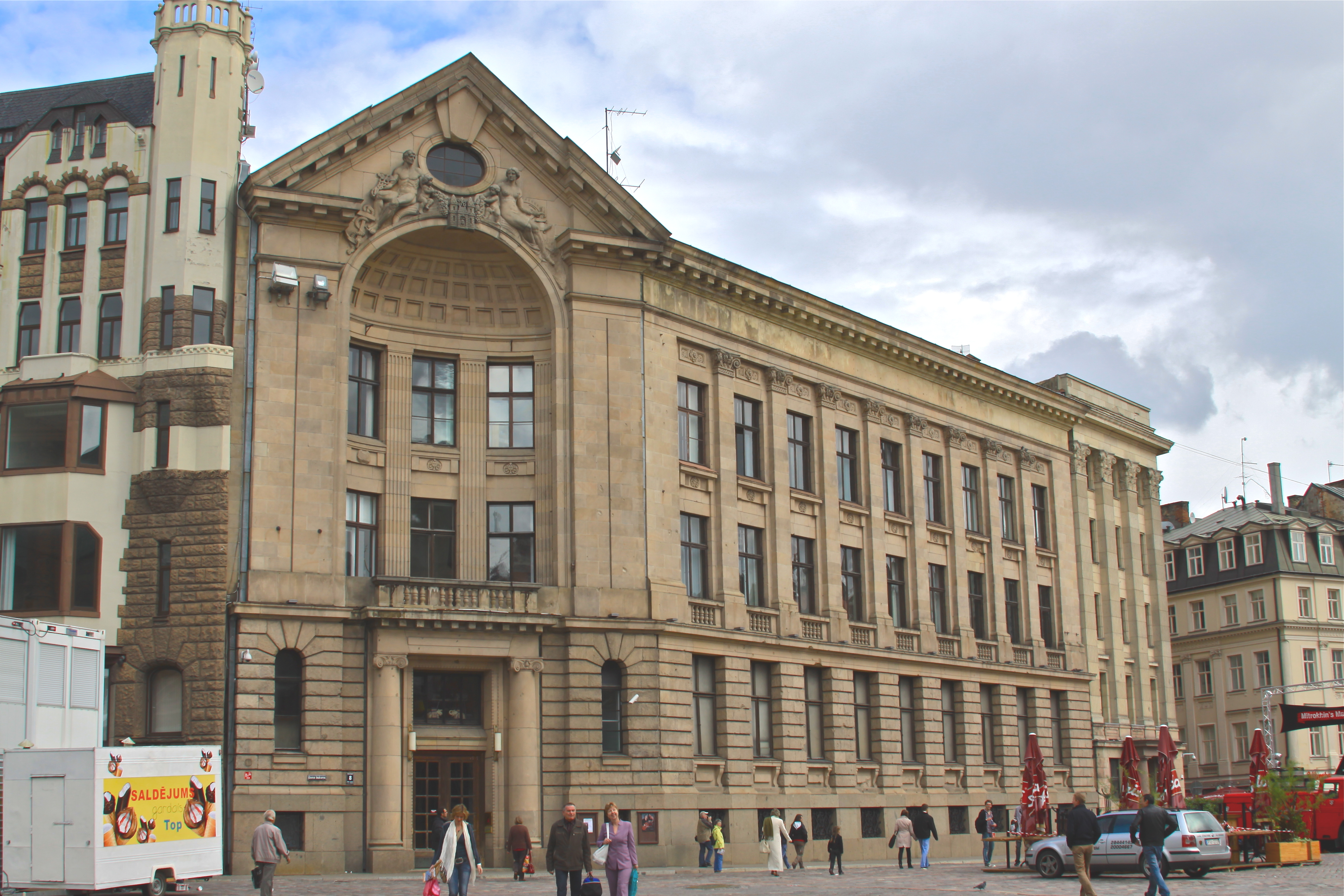
Будівля Латвійського радіо у Ризі. Домська площа, 8

Велика кількість будівель Мандельштама виконана у стилі модерн (югендстиль), пізніше він звернувся до функціоналізму.

##### Еклектичний югендстиль
- Житловий будинок на вулиці Стабу, 30 (1899)
- Трамвайне депо на вулиці Фридриха, 2 (1900)
- Єврейське ремісниче училище на вулиці Абренес, 2 (1904)

- Житловий будинок на вулиці Калею, 23 (1903)
- Житловий будинок на вулиці Марсталю, 28 (1906)
- Переплетена майстерня і книжковий склад на вулиці Акас, 5/7 (1911)
- Житловий будинок на вулиці Авоту, 8 (1926)

##### Неокласичний югендстиль
- Молільня на Старому єврейському цвинтарі(1903)[13]
- Синагога Зейлен-Шул (1906, неороманська стилізація)
- Магазин на вулиці Калею, 5 (1926)
- Банк на Домській площі (1926)— нині Латвійське радіо

##### Функціоналізм
- Житловий будинок з магазином на вулиці Єлізабетес, 51 (1928)
- Особняк на проспекті Межа, 40 (1930)